# Kothagere Amanikere, Kunigal
Kothagere Amanikere là một làng thuộc tehsil Kunigal, huyện Tumkur, bang Karnataka, Ấn Độ.